# Sliman Kchouk
Sliman Kchouk (sinh ngày 7 tháng 5 năm 1994) là một cầu thủ bóng đá người Tunisia thi đấu cho CA Bizertin ở vị trí hậu vệ trái.

## Sự nghiệp
Kchouk từng thi đấu cho CA Bizertin.
Anh ra mắt quốc tế năm 2017, và từng có tên tham dự Cúp bóng đá châu Phi 2017.